# Levuana irridescens
Bướm đêm Levuana (Levuana irridescens) là một loài bướm đêm trong họ Zygaenidae. Nó là một phân loài trong chi Levuana. Levuana irridescens chỉ được biết đến ở Fiji khi nó được biết đến là một loài côn trùng phá hoại dừa ở đây. Từ cuối thế kỷ 19 cho đến khoảng năm 1925 khi một chương trình 'kiểm soát sinh học cổ điển' làm giảm vĩnh viễn 'mật độ dân số cao' xuống mức gần như không thể phát hiện được. Tuy nhiên, nhóm đảo này rất có thể không phải là nơi cư trú của loài bướm đêm này và nó có thể có nguồn gốc từ các nhóm đảo ở phía tây của Fiji.